# Fortino Hipólito Vera y Talonia
Fortino Hipólito Vera y Talonia (Santiago Tequixquiac, 12 de agosto de 1834 - Cuernavaca, 22 de setembro de 1898) foi um bispo católico mexicano da diocese de Cuernavaca. Foi um grande defensor das aparições da Nossa Senhora de Guadalupe.

## Biografia
Fortino Hipólito Vera y Talonia fez o ensino primário em sua cidade natal e ingressou no Seminário de Tepotzotlán, onde estudou Humanidades e depois Filosofia, licenciando-se em Direito Civil e Canônico. Ao mesmo tempo, estudou Teologia Dogmática e Moral no Seminário Conciliar do México. Em 19 de dezembro de 1856 recebeu a ordem do subdiaconado das mãos de Lázaro de la Garza y Ballesteros e no dia seguinte o diaconado. Em dezembro de 1857 recebeu a ordem do sacerdócio.
Em 1867 foi nomeado sacerdote de Totolapan, onde fundou a Irmandade de São Vicente de Paulo, a Sociedade Católica e várias escolas, dirigidas pela mesma Sociedade. Ao mesmo tempo, administrou a paróquia de Atlatláhuacan, porque estava vaga há mais de um ano. Foi como prebendário e cônego da Colegiada de Guadalupe por quatro anos, até ser nomeado o primeiro bispo de Cuernavaca.
As Bulas da sua recomendação e, portanto, da confirmação da sua nomeação foram-lhe estendidas em 3 de julho de 1894, quase um ano depois, devido às cartas anônimas enviadas a Roma pelos antiaparicionistas, cujas mentiras Dom Francisco Plancarte y Navarrete esclareceu.
Sua consagração episcopal ocorreu na Colegiada de Guadalupe, em 29 de julho de 1894, por Dom Eulogio Gregorio Clemente Gillow y Zavalza, Arcebispo de Antequera, auxiliado por Dom Rafael Sabás Camacho y García, Bispo de Querétaro.
Em 5 de agosto de 1894 tomou posse por meio de seu representante, o cônego da Colegiada de Guadalupe, José María Pérez Balda y López. Em 10 de agosto chegou a Cuernavaca e no dia 15 do mesmo mês celebrou sua primeira missa pontifícia em sua catedral de Santa Manía de la Asunción.
Faleceu no dia 22 de setembro de 1898, nas primeiras horas do dia, em sua casa episcopal, aos 64 anos.

## Obras selecionadas
- Apuntamientos históricos de los concilios provinciales mexicanos y privilegios de América. Estudios previous al Primer Concilio Provincial de Antequera[5]
- Contestación histórico crítica en defensa de la maravillosa aparición de la Santísima Virgen de Guadalupe, al anónimo intitulado Exquisitio Historica y a otro anónimo también que se dice Libro de Sensación[6]
- Tesoro Guadalupano, Noticia de los Libros, Documentos, Inscripciones, que tratan, mencionan o aluden a la Aparición y Devoción de Nuestra Señora de Guadalupe[7]
- Catecismo geográfico-histórico-estadístico de la iglesia mexicana[8]
- Colección de documentos eclesiásticos de México: o sea Antigua y moderna legislación de la Iglesia mexicana[9]
- Escritores eclesiásticos de México, o bibliografía histórica eclesiástica mexicana[10]
- Informaciones sobre la milagrosa aparición de la Santísima Virgen de Guadalupe, recibidas en 1666 y 1723[11]
- La milagrosa aparición de Nuestra Señora de Guadalupe: comprobada por una información levantada en el siglo XVI contra los enemigos de tan asombroso acontecimiento[12]
- Itinerario parroquial del Arzobispado de México y reseña histórica, geográfica y estadística de las Parroquias del mismo Arzobispado[13]